# 몰도바 국립미술관
몰도바 국립미술관(루마니아어: Muzeul Național de Artă al Moldovei)은 몰도바 키시너우에 있는 국립 미술관이다.